# 黃金比例 (遊戲節目)
《黃金比例》（英語：Golden Ratio）是臺灣壹電視的一個綜藝節目，製作單位是東岳傳播，製作人是王鈞、焦志方、趙君璐。2010年12月28日至2011年7月1日，壹電視綜合台（以下簡稱「壹綜合」）於當地時間每周一至每周五晚上九時至十時播出。主持人是胡瓜。壹電視也賣給緯來綜合台與冠軍電視台播出。

## 節目特性
每次製作單位邀請三位特別來賓，與一百位「生活達人」（即觀眾，以下均以「生活達人」表示之）進行互動。節目風格類似焦志方製作的《挑戰101》，但遊戲性質與《挑戰101》不是很相同。
題目均為日常生活可能會碰到的問題，但是均以「百分比」的結果為答案。例如：「一般男性，會幫女友買衛生棉的百分比有多少？」，此時，參賽者或生活達人必須答出正確或最接近民調結果的答案。無論是特別來賓，還是「生活達人」，均有可能面臨問題。

## 遊戲進行
除特別標註外，本文金額為當地貨幣（新台幣）。

### 第一回合 - 全民A獎金

#### 第一回合第一種玩法
第一回合的〈全民A獎金〉，是先由三位特別來賓回答前兩題。旁白讀完題目後，三名特別來賓必須決定出他們心目中的答案（即百分比為多少），此時的「生活達人」群，就必須選定他們心目中最有可能答對的特別來賓。
如果其中一位特別來賓的答案最不符合答案數據，則選擇該位特別來賓的「生活達人」群，就會被淘汰。此處所謂的「最不符合答案數據的特別來賓」的定義，舉例如下：
- 如果答案是35%，第一位特別來賓的答案是40%、第二位特別來賓的答案是45%、第三位特別來賓的答案是60%，則選擇第三位特別來賓的「生活達人」群，就會被慘遭淘汰。
- 如果答案是50%，第一位特別來賓的答案是48%、第二位特別來賓的答案是56%、第三位特別來賓的答案是51%，則選擇第二位特別來賓的「生活達人」群，就會被慘遭淘汰。

而淘汰是採累計制，也就是如果有一位「生活達人」在第一題被淘汰，第二題就沒有繼續作答的機會（但跨下一回合則恢復）。
在前兩題答完之後，第三題則是由殘存的「生活達人」群進行翻板回答。在每一位生活達人的右手邊，會有一個類似月曆的翻板，主持人在問完問題後，「生活達人」就將他們心目中最可能命中答案的數據翻出來，每位「生活達人」有十秒鐘的時間翻出答案。
在主持人公布答案後，完全命中，或最接近百分比答案的「生活達人」，可以獲得獎金，而該題的獎金是60,000元整。倘若一人答對，則該位「生活達人」即可獨得60,000元整的獎金；二人答對，則這兩位「生活達人」均分60,000元整的獎金，也就是一人30,000的獎金；三人答對亦同，即每人獲得20,000元整的獎金…依此類推。而後期版本改為30,000元整的獎金，若多人命中或接近，也是將30,000獎金均分。

##### 生活達人致勝關鍵
無論哪一題，無論參賽者怎麼選擇，只要生活達人群選擇較中間的數值，就保證不會被淘汰，可存活至第三題。但這樣也造成「只要選中間值就不會被淘汰」的僥倖心理，一直存活至第三題。

#### 第一回合第二種玩法
現場三位參賽藝人與一百位「生活達人」群，共同回答主持人公布的三個問題。「生活達人」群不受第一種玩法的限制，三次題目內均可參賽作答。
「生活達人」群以翻牌方式作答；三位藝人以按鈕方式作答。主持人公布答案後，以直接命中答案之「生活達人」為優先頒給獎金30,000元整的目標。若參賽藝人直接命中，也可以獲得獎金。
倘若無人命中答案，但答案最接近者，也可以獲得30,000的獎金。但倘若有多人答對，則30,000元獎金以均分方式頒給多位參賽者。

### 第二回合 - 百萬資格賽

#### 第二回合第一種玩法
第二回合〈百萬資格賽〉，是先由全部的「生活達人」群，先選出他們心目中，能在搶旗答題中獲得三分的特別來賓。而此回合的民調結果，是現場一百位的「生活達人」群所統計出來的民調答案。在此回合的「生活達人」群中的答案，只有「是」與「不是」兩者答案，而特別來賓必須要想出該題的答案。
例如：「曾碰過靈異經驗的百分比有多少？」先由一百位「生活達人」群共同輸入答案，作為該題的答案。如果有一位「生活達人」認為，他在碰過靈異事件，他的答案就是「是」；反之則是「否」。而最後幕後工作人員，會以回答「是」的人數統計，作為此次答案。如果第一位特別來賓回答26%、第二位特別來賓回答13%、第三位特別來賓回答32%，而正確答案是31%（即一百位生活達人群當中，有三十一位曾發生過靈異事件），則由第三位特別來賓取得一分。
如果該位特別來賓能取得三分（後期版本改為二分），選擇該位來賓的「生活達人」群，可與該位來賓共同進行第三回合的答題。而如果每一位特別來賓都能先取得二分（後期版本改為一分），則第七題（後期版本改為第四題）就是支持心目中候選者的「生活達人」，以及該位特別來賓是否能勝出的關鍵。

#### 第二回合第二種玩法
與第一種玩法不同的是，參賽藝人得到兩分即可獲勝，其餘規則皆相同。

### 第三回合 - 百萬爭霸賽

#### 第三回合第一種玩法
第三回合〈百萬爭霸賽〉，是由第二回合「搶旗制」勝出的特別來賓，與共同支持他（她）的「生活達人」群，進行拿獎金的活動。該位特別來賓，先從五組題庫中，選擇題目進行問答。每組題庫的提示，是由簡短的幾個字所組合，例如：「有礙觀瞻」、「願者上鉤」、「打擊A貨」等。四組題庫可於第一到第四題之間任選，唯獨百萬挑戰題是第五題。
特別來賓答題時，可允許的誤差範圍與搖錢樹獎金如下：
- 第一題：誤差±20%，可得獎金10,000元整
- 第二題：誤差±15%，可得獎金100,000元整
- 第三題：誤差±10%，可得獎金300,000元整
- 第四題：誤差±5%，可得獎金500,000元整
- 第五題：必須完全命中，不能有誤差，可得獎金1,000,000元整；不過主持人會給參賽者一個範圍，以至於不會落差太大

倘若特別來賓於第五題答對，則可獨得獎金1,000,000元整，投票支持該位特別來賓的「生活達人」群，則無分得獎金的權益；但特別來賓答錯，所選答案沒有落在允許的誤差範圍之中，則該名特別來賓失敗。而來賓累計的獎金，將會被乘以{\displaystyle {\frac {1}{5}}}，並且均分給支持該位特別來賓的「生活達人」群。倘若有一位特別來賓於第二題答錯，且有20位「生活達人」投票支持該位特別來賓，則特別來賓得到的獎金10,000元整，以{\displaystyle 10,000\times {\frac {1}{5}}=2,000}元整的方式，均分給這20位「生活達人」，每一位生活達人可獲得100元的獎金。倘若特別來賓是第一題落敗，則支持該位的生活達人群，無任何均分獎金可取得。

##### 誤差定義
參賽者的誤差定義，舉例如下：
- 假設有一問卷坐落在第一題，其民調結果是72%，而特別來賓若答52%，由於可允許誤差為±20%，則該名特別來賓過關，取得搖錢樹獎金；若特別來賓答51%，由於已超過允許誤差±20%，因此該名特別來賓被淘汰。
- 假設有一問卷是第五題，其民調結果是28%，特別來賓就必須回答28%，且不能有任何些許誤差。

##### 求救法
為了讓特別來賓過關斬將，該回合有一個求救法可讓參賽者使用。就是讓現場一百位「生活達人」回答該題的問卷，但數據僅供參考，不見得與題目的答案數據相同或極為接近。因此，如果有參賽者採信了「生活達人」群卻答錯（或說答案沒有在可允許的誤差範圍），這名特別來賓則是理所當然的挑戰失敗。
求救法只能使用一次，使用過後不能再重複使用。

#### 第三回合第二種玩法
同第一種玩法，只是允許誤差調整如下：
- 第一題：誤差±25%，可得獎金10,000元整
- 第二題：誤差±20%，可得獎金100,000元整
- 第三題：誤差±15%，可得獎金300,000元整
- 第四題：誤差±10%，可得獎金500,000元整
- 第五題：誤差±5%，可得獎金1,000,000元整；與第一種玩法不同的是，主持人不會給範圍，全靠參賽者自行猜測

「生活達人」群，必須是該位被支持的藝人答對第五題，才能共同獲得製作單位另外撥給的500,000獎金並均分。若參賽藝人若答錯，則得他們（她們）在上個階段答對所得的獎金，不會以乘以{\displaystyle {\frac {1}{5}}}的方式，均分給支持該位藝人的「生活達人」群，且相對地，支持該位藝人的「生活達人」群在第一題與第四題階段得不到任何獎金。

## 得過高額獎金的參賽藝人
下列均為達到第五題的參賽藝人。
- 馬世莉：敗於保險套相關問題，獲得500,000的獎金[2]。
- 郁方：獲得500,000的獎金[3]。

## 節目結束
三回合的遊戲結束後，胡瓜正式結束該集節目。

## 註解
1. ↑  《自由時報》：壹電視慶開台 密藏豬哥亮 （页面存档备份，存于），2010年12月26日發布新聞稿，於同年12月29日查閱。
2. ↑  《蘋果日報》：馬世莉《黃金比例》敗給保險套 獨吞壹電視50萬 （页面存档备份，存于），2011年1月25日發布，於同年3月4日查閱。
3. ↑  《蘋果日報》：壹電視《黃金比例》撒錢 郁方抱走50萬 （页面存档备份，存于），2011年3月10日發布，於同年3月12日查閱。

## 外部連結
- YouTube上的黃金比例播放列表

| 壹電視 星期一至星期五21:00－22:00 | 壹電視 星期一至星期五21:00－22:00               | 壹電視 星期一至星期五21:00－22:00 |
| --------------------------------- | ----------------------------------------------- | --------------------------------- |
|                                   | 黃金比例 （2010.12.28 - 2011.7.1）              |                                   |
| （無上一節目）                    | 真實謊言（前三十分鐘） 台客狂宴曲（後三十分鐘） |                                   |

| 緯來綜合台 星期六至星期日21:00－22:00 | 緯來綜合台 星期六至星期日21:00－22:00 | 緯來綜合台 星期六至星期日21:00－22:00 |
| ------------------------------------- | ------------------------------------- | ------------------------------------- |
|                                       | 黃金比例 （2011.7.2 - ） （播映中）   |                                       |
| -                                     | -                                     |                                       |